# Prise d'Arguin (1724)
Ne doit pas être confondu avec Prise d'Arguin (1721).
Guerre d'Arguin et de Portendic
La prise d'Arguin (1724) est un conflit militaire qui s'est déroulé du 14 au 20 février 1724 sur l'île d'Arguin entre des troupes de la Compagnie des Indes commandées par Antoine Alexis de Perier de Salvert, et la garnison hollandaise du fort d'Arguin et leurs alliés Maures. La prise d'Arguin précède la prise de Portendic : ces deux événements s'inscrivent dans la même expédition.

## Contexte

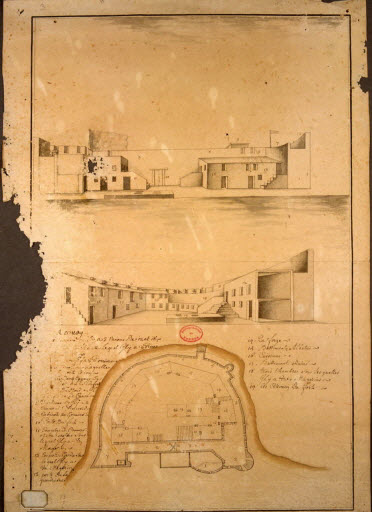
Coupe du fort d'Arguin en 1724 par le sieur de Souville.

Le conflit se déroule dans un contexte d'opposition entre la Compagnie des Indes et la Hollande, dans le cadre de la guerre d'Arguin et de Portendic. 
Le fort d'Arguin est repris par les Hollandais en 1722. Une expédition pour reprendre Arguin est lancée en 1723 sous les ordres de Michel-Honoré Froger de la Rigaudière, en vain,,,,. 

## Déroulé

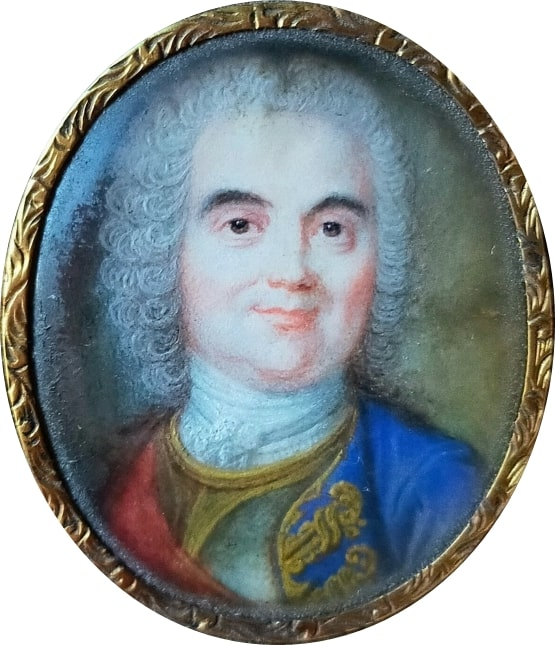
Antoine Alexis de Perier de Salvert, commandant de l'expédition.

Résignée, la Compagnie des Indes arme en 1724 une nouvelle escadre composée de deux frégates, de la galiote l'Espérance, de deux bateaux du Sénégal, ainsi que deux autres navires armés, totalisant 178 canons. Elle y place trois compagnies de gardes-marine, soit 600 hommes. « On choisit le meilleur marin » : l'escadre est confiée à Antoine Alexis de Perier de Salvert, qui a déjà pris le fort en 1721. Son frère Étienne de Perier prend également part à l'expédition. Au début de janvier 1724, comme en 1721, il met les voiles vers Arguin. Il fait escale aux îles Canaries pour réparer les dommages causés par une tempête. Le Mercure, un de ses navires, doit même entrer dans le Tage pour réparer son mât de beaupré. Exactement comme en 1721, il quitte les Canaries le 7 février.
Arrivé à Arguin le 14 février, Perier laisse ses vaisseaux au Cap Sainte-Anne et, sans perdre un seul instant, fait débarquer ses troupes sur l'île. Il envoie immédiatement la compagnie des grenadiers sous les ordres de M. de Rambures. Cette compagnie est chargée de reconnaître les citernes et de trouver l'origine d'un grand feu, visible près du fort. Le sieur de Rambures revient le lendemain et rapporte à Perier que l'eau des citernes - absolument essentielle pour tenir le siège - est intacte, que les Hollandais n'ont pas de garde avancée et que le village des Maures a été brûlé par l'ennemi. L'ennemi a brûlé le village pour soustraire aux Français le bois dont sont constituées les cases maures, très utile (dans cette région déserte) pour la cuisson des vivres et la construction des batteries. Le 15 février à 5h du matin, toutes les forces de Perier gagnent les citernes sur une seule colonne, tambours battants et drapeaux déployés, et sous le feu des canons hollandais. Parvenus à la grande citerne, à environ 250 mètres du fort, les Français campent derrière un rideau de sable - où était le camp de Michel-Honoré Froger de la Rigaudière l'année précédente. Sans plus attendre, Perier de Salvert détache le sieur de Rambures avec dix grenadiers pour prendre la petite citerne. Prenant à ses côtés deux officiers, Perier va lui-même reconnaître le terrain pour déterminer l'endroit ou établir la batterie. Dans sa marche, Perier voit une bande de Maures en marche vers la petite citerne. Il détache le lieutenant François-Louis de Trémigon  avec quinze grenadiers pour porter soutien à son capitaine. Trémigon arrive et voit que les Maures sont déjà repoussés. Les citernes sont pleines d'eau potable, grâce à la rapidité de Perier qui n'a pas laissé aux ennemis le temps de les contaminer. À seize heures, il envoie des hommes camper devant le fort, sur deux lignes et protégés d'un canon en action. Le 16 février à sept heures, le sieur de La Rüe part avec les chaloupes et petits bâtiments de l"escadre jusqu'à un canal au sud-ouest de l'île, où il décharge vivres, munitions et outils. Dans la nuit du 16 au 17, le sieur de Belugard fait œuvrer dans la batterie de canons et de mortiers. Le 17 février à 8 heures, les Maures opèrent une sortie. Après une marche unie sur cent mètres, ils se divisent en deux groupes. L'un attaque la petite citerne, et l'autre la grande. L'ennemi trouve des travailleurs désarmés : Perier envoie en secours des détachements qui repoussent l'adversaire. Les Maures, bien que soutenu par le feu actif du canon du fort, subissent de très grandes pertes. Du côté français, un seul soldat est tué et un autre perd un bras. Des bombes sont tirées sur la batterie française, sans dommages. Le même jour, deux chaloupes sous les ordres des sieurs Dupuis et Courtois, sont envoyées au Nord pour couper la communication de l'ennemi avec la terre ferme. Dans la nuit du 18 février, le sieur de La Rüe fait acheminer deux mortiers et des futailles cerclées de fer à la batterie. Un retranchement est réalisé devant la petite citerne. Le 19 février à l'aube, les batteries de canons et de mortiers sont prêtes à faire feu,,,,.

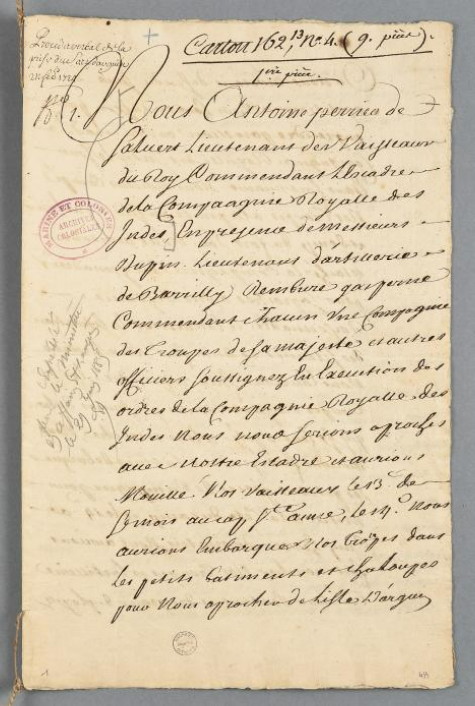
Première page du procès verbal de la prise du fort d'Arguin en 1724 par Perier de Salvert

Perier de Salvert envoie un officier avec un tambour porter une lettre au commandant du fort : «Monsieur, j'ay ordre du Roy mon Maître, de vous sommer de me remettre présentement l'île et la forteresse d'Arguin que vous occupés, quoyqu'elles appartiennent légitimement à la Compagnie des Indes, et sur vôtre refus de vous y contraindre par la force des armes. Je vous somme encore de me remettre quatre Sujets du Roy que vous retenés dans une rude captivité. L'action barbare que l'on vous impute à l'égard de ceux qui ont été indignement et cruellement assassinés est un des motifs qui ont excité l'indignation du Roy mon Maître. Faites vos réflexions, j'attends votre réponse, et seray charmé de trouver dans vôtre justification les moyens de vous accorder l'estime d'un galant homme. Signé : Perier Salvert». Ayant reçu la lettre, le commandant du fort demande qu'on lui laisse jusqu'à demain pour répondre. Aucune hostilités ne suivent dans la journée et les Français en profitent pour achever leurs travaux. Dans la nuit du 19, quatre canons sont traînés aux batteries. Le 20 février, le lieutenant de Saint-Pierre, après s'être vêtu en tambour, va demander la réponse du gouverneur ennemi. Ainsi déguisé, il est chargé de faire des observations - dont un soldat du rang est incapable. Le commandant du fort lui demande un nouveau délai jusqu'à midi. Mais Perier veut qu'il rende le fort sur le champ sans quoi il ferait feu, et lui renvoie son officier. Le commandant refusant, Perier de Salvert met ses batteries en action contre les murailles ennemies,,,,.

## Issue
Le feu est si nourri que dès la troisième bombe, les Hollandais hissent pavillon blanc. Le feu cesse et les officiers de Belugard et de Barilly sont envoyés. Les Hollandais voyant leur demande d'un délai supplémentaire refusé, ils libèrent leurs prisonniers, Le Riche et de Vaux. Après six jours de siège, la capitulation est signée. Perier de Salvert range ses soldats en ordre de bataille et s'avance à leur tête vers le fort, dont sort le commandant, les clés à la main. La porte étant maçonnée, les Français pénètrent par deux échelles, démurent la porte, désarment l'ennemi, et s'installent. Le 21 février, un autel est dressé au pied du fort, une messe est célébrée et le Te Deum est chanté au son de trois décharges de canons et de fusils. Le même jour, Perier de Salvert dresse le procès verbal de la prise du fort d'Arguin. Perier de Salvert, « héros de deux campagnes à Arguin en 1721 et 1724 », nomme le sieur de La Motte commandant du fort avec sa compagnie. Sont joints à la nouvelle garnison un major, un garde-magasin, trois commis et un chirurgien. Les retranchements levés pour le siège sont rasés, et tout l'équipement est rembarqué,,,,.

## Suite
Après avoir pris l'île et du fort d'Arguin, Perier de Salvert s'empare de Portendic dans les jours suivants.